# Bleibet hier und wachet mit mir
Bleibet hier und wachet mit mir (oft auch kürzer: Bleibet hier) ist ein für die Communauté de Taizé geschriebenes Kirchenlied.

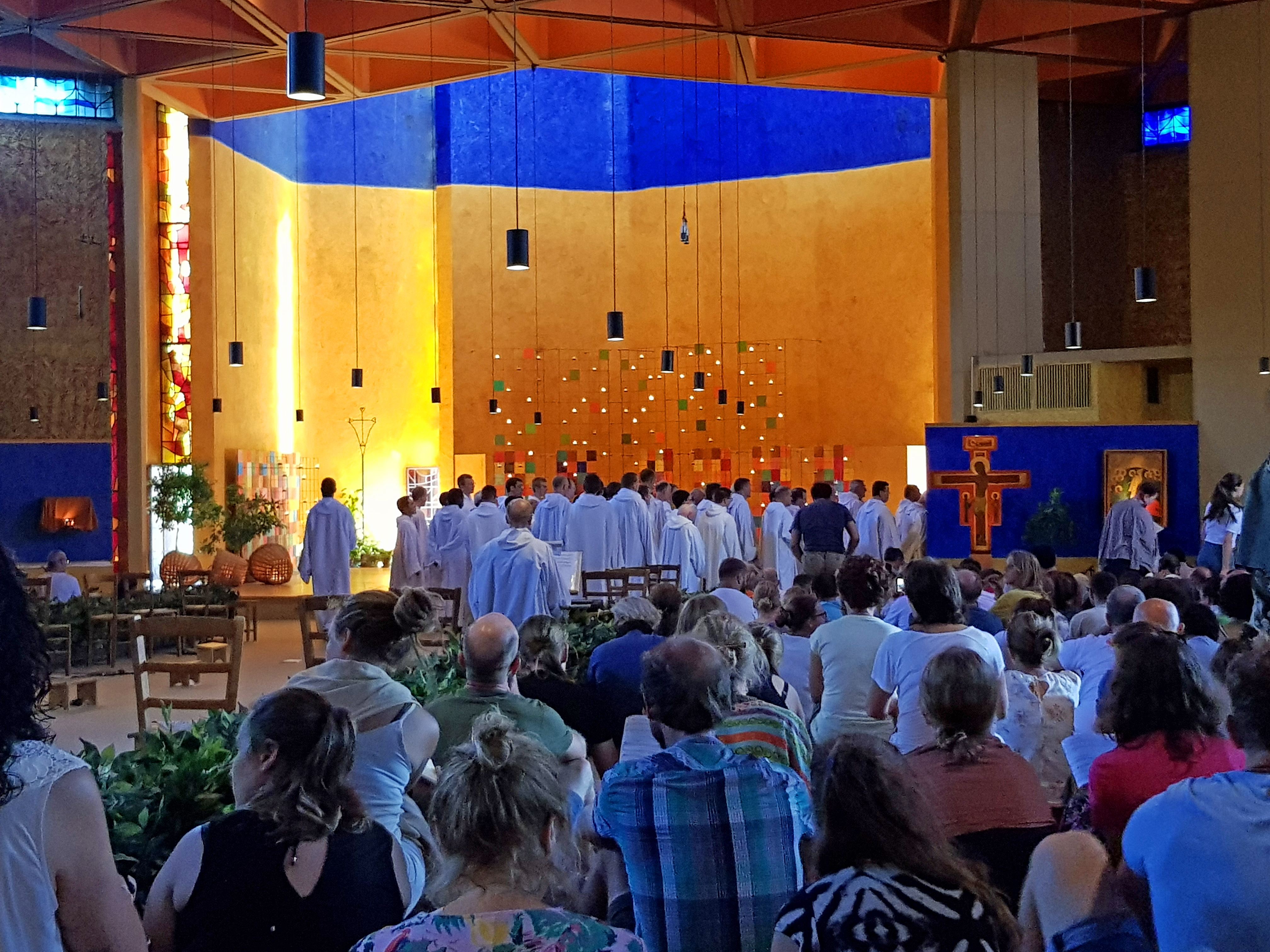
Das Lied wird oft in der Kirche der Versöhnung von Taizé gesungen

## Text
Bleibet hier und wachet mit mir.

Wachet und betet,

wachet und betet.
Der Text hat einen biblischen Ursprung und stammt aus Mt 26,36–38  oder der Parallelstelle Mk 14,32–42 :

„Da ergriff ihn Angst und Traurigkeit, und er sagte zu ihnen: Meine Seele ist zu Tode betrübt. Bleibt hier und wacht mit mir! […] Und er ging zu den Jüngern zurück und fand sie schlafend. Da sagte er zu Petrus: Konntet ihr nicht einmal eine Stunde mit mir wachen? Wacht und betet, damit ihr nicht in Versuchung geratet.“

## Form und Ausbreitung
Das Lied ist ein für die Gemeinschaft von Taizé charakteristischer, vierstimmiger Kurzgesang. Das Lied wird in meditativer Weise unverändert wiederholt gesungen. Es kann von Sologesängen in Französisch, Englisch, Deutsch, Italienisch und Spanisch unterstützt werden. Für die instrumentale Begleitung gibt es Notensätze für Keyboard, Gitarre, Oboe, Flöte-Oboe, Klarinette, Englischhorn, Horn-Fagott, Trompete, Cello und Fagott.
Bleibet hier und wachet mit mir ist in 15 Sprachen singbar: Englisch (Stay with me), portugiesisch (Permanece junto de Mim), spanisch (Velaré contigo Señor), polnisch (Zostan tu), slowenisch (Bodi tu), tschechisch (Zůstaňte a bděte), litauisch (Likite), estnisch (Siia jää), kroatisch (Ostani tu i uza), albanisch (Rriniktu e prisni me mu), russisch, ukrainisch, Suaheli (Kaa hapa pamoja) und italienisch (Resa qui).

## Geschichte und Ausbreitung
Komponist des Liedes ist Jacques Berthier. Das Lied wurde 1982 veröffentlicht und ist somit eines der älteren Taizé-Lieder, die heute noch aktiv gesungen werden. Seit der Veröffentlichung ist es durchgehend im Gesangbuch von Taizé enthalten, in der aktuellen Version unter Liednummer 3.
Der Gesang ist im Evangelischen Gesangbuch in verschiedenen Regionalteilen enthalten. Im katholischen Gotteslob steht es im Abschnitt Die Feier der Heiligen Woche (Nr. 286). Zudem ist es in weiteren Werken publiziert, so z. B. in „Die Fontäne in blau“ (ISBN 3-922813-25-9) und „Du bist Herr 1“ (ISBN 3-925352-23-6).
Die Gesänge aus Taizé stehen unter dem Urheberrecht von „Ateliers et Presses de Taizé“.
Das Lied ist auf mehreren CDs vertont:  „Auf dich vertrau ich“ (5. Dezember 1999, auf Deutsch), „Laudate omnes gentes“ (4. November 2002, auf Deutsch), „Music Of Unity And Peace“ (1. Januar 2014, auf Deutsch), „Taizé Instrumental 1“ (13. Mai 2003, instrumental), „Liederen uit Taizé“ (14. Dezember 1997, auf Niederländisch).